# Human Resource
Human Resource was een Nederlandse dancegroep die in 1991 een wereldwijde hit had met het nummer Dominator.

## Geschiedenis
De groep begon met Robert Mahu, Johan Van Beek. Ze werden vergezeld door Jasper Drexhage en Guido Pernet en later ook door rapper en voormalig professioneel basketballer Larenzo Nash.
In 1991 had Human Resource een grote hit met het nummer Dominator. Het "stofzuigergeluid" in de track is overgenomen van de plaat Mentasm van Second Phase (Joey Beltram). Zo stond het nummer twee keer in de UK Singles Chart, haalde nummer 3 in de Ultratop 50 en nummer 9 in de Nederlandse Top 40. In 1992 verliet Van Beek de groep. Als keyboardspeler werd hij niet vervangen; wel kwam rapper Marvin D. bij de groep. Deze bleef lid tot 1995, waarna hij met jeugdvriend Ray Slijngaard (2 Unlimited) een eigen platenlabel startte. Ook Drexhage verliet de groep uit onvrede over het nieuwe "hardcore-geluid". Hij werd vervangen door Sander Scheurwater (De Mosselman).
In 1996 brachten de drie overgebleven leden (Pernet, Mahu en Scheurwater) een nieuwe versie van de hit Dominator uit, samen met de Amerikaanse rapper Kirk Patrick. Dit werd geen succes. 
- In 2009 gebruikte Lady Gaga een sample van de Dominator in haar nummer Bad Romance.
- In 2011 gebruikte Rihanna een van sample van de Dominator in haar nummer (birthday) Cake.

## Discografie

### Albums
- 1991: Dominating The World (2B Free Records)
- 1993: Kicking Noise of Rotterdam (2B Free Records)
- ?: Terror Tracks Vol. 1 (Mistrzowie Holenderskiego Hardcore Techno) (SPV Poland)

### Singles
- 1991: Dominator (80 Aum Records)
- 1992: The Joke (2B Free Records)
- 1992: Me The Power! (2B Free Records)
- 1992: Rave-O-lution (2B Free Records)
- 1993: Beyond The Edge (2B Free Records)
- 1994: Fuck Them (K.N.O.R. Records)
- 1996: Dominator '96 (K.N.O.R. Records)
- 1996: In The Hall Of The Mountain King (K.N.O.R. Records)